# Кененіса Бекеле
Кененіса Бекеле  (амх. ቀነኒሳ በቀለ, 13 червня 1982) — ефіопський легкоатлет, олімпійський чемпіон. П'ятиразовий чемпіон світу.

## Виступи на Олімпіадах
| Олімпіада  | Дисципліна           | Місце |
| ---------- | -------------------- | ----- |
| Афіни 2004 | біг на 5000 метрів   | 2     |
| Афіни 2004 | біг на 10 000 метрів | 1     |
| Пекін 2008 | біг на 5000 метрів   | 1     |
| Пекін 2008 | біг на 10 000 метрів | 1     |